# Carl Nobel
Carl Ludvig Nobel, född 22 september 1862, död 27 november 1893 i Zürich, var en svensk maskiningenjör; bror till Emanuel Nobel.
Nobel övertog efter fadern Ludvig Nobel ledningen av dennes stora mekaniska verkstadsrörelse i Sankt Petersburg. Han var den förste, som införde en separator till Ryssland och köpte sedan av Gustaf de Laval dennes ryska patent på separatorer samt igångsatte fabrikationen av sådana, varjämte han energiskt arbetade för deras spridande i Ryssland. Nobel kan därför med skäl anses vara banbrytare för den ryska mejerihanteringens moderniserande och blev även därigenom grundläggare av den stora svensk-ryska firman "Alfa-Nobel", som blev Rysslands utan jämförelse största företag i sin bransch. Nobel var även den förste i Ryssland, som lyckades framställa en fullt brukbar och ofarlig fotogenmotor och hade redan hunnit få uppfinningen patenterad och tillverkningen satt i gång, då han avled.